# Krishnanagar (Indien)
Krishnanagar (Bengalisch: কৃষ্ণনগর, Kṛṣṇanagar; auch kurz Krishnagar) ist eine Stadt im indischen Bundesstaat Westbengalen mit knapp 160.000 Einwohnern (Großraum ca. 185.000 Einwohner). Sie ist Verwaltungssitz des Distrikts Nadia.

## Lage
Krishnanagar liegt etwa 110 km (Fahrtstrecke) nördlich von Kolkata auf dem Südufer des Flusses Jalangi in einer durchschnittlichen Höhe von 14 m ü. d. M. Nahegelegene Städte sind Nabadwip (ca. 18 km westlich) und Mayapur (ca. 20 km nordwestlich).

## Bevölkerung
Offizielle Bevölkerungsstatistiken werden erst seit 1991 geführt und veröffentlicht.
| Jahr      | 1991    | 2001    | 2011    |
| Einwohner | 121.110 | 139.110 | 153.062 |

Die mehrheitlich Hindi sprechende Bevölkerung besteht zu knapp 91 % aus Hindus, zu ca. 6 % aus Muslimen und zu ca. 3 % aus Christen; Jains, Sikhs, Buddhisten und andere bilden zahlenmäßig kleine Minderheiten. Wie bei Volkszählungen im Norden Indiens üblich, liegt der männliche Bevölkerungsanteil ungefähr 5 % höher als der weibliche.

## Wirtschaft
Zu den hauptsächlichen Anbauprodukten der Umgebung gehören neben Reis, Jute und Zuckerrohr auch Mangos; auch die Viehzucht (Rinder, Geflügel) spielt eine immer wichtiger werdende Rolle. Die Herstellung von bemalten Tonfiguren und von Süßwaren sind ebenfalls von Bedeutung. Die Stadt ist Sitz zahlreicher Verwaltungs- und Bildungseinrichtungen sowie von Hospitälern, Banken etc.

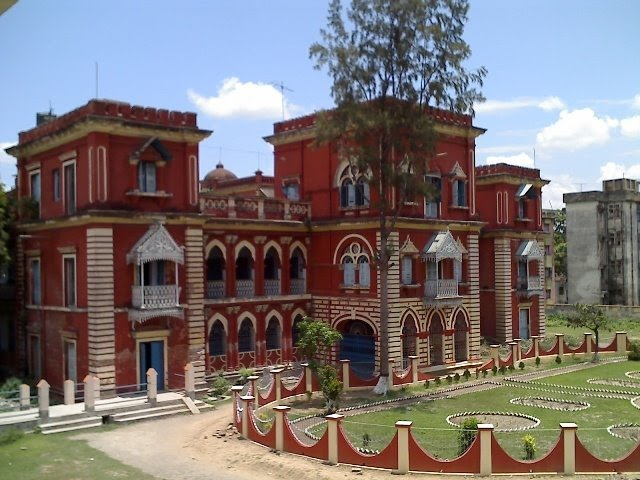
Collegiate School

## Geschichte
Jahrhundertelang war Krishnanagar nicht mehr als ein größeres Dorf. Nur langsam entwickelte es sich – vor allem unter den Briten und nach der Unabhängigkeit und Teilung Indiens – zu einem Handelszentrum und Verkehrsknotenpunkt. Seit dem Jahr 1864 ist Krishnanagar Stadt.

## Sehenswürdigkeiten
- Das bedeutendste Bauwerk der Stadt ist der im ausgehenden 19. Jahrhundert erbaute Palast des Raja Krishnachandra (Rajbari Palace), in dessen Innenhof sich ein vielbesuchter Durga-Tempel befindet.
- Ein weiterer Bau aus dieser Zeit ist die im englischen Kolonialstil erbaute Collegiate school.